# Prunus lusitanica

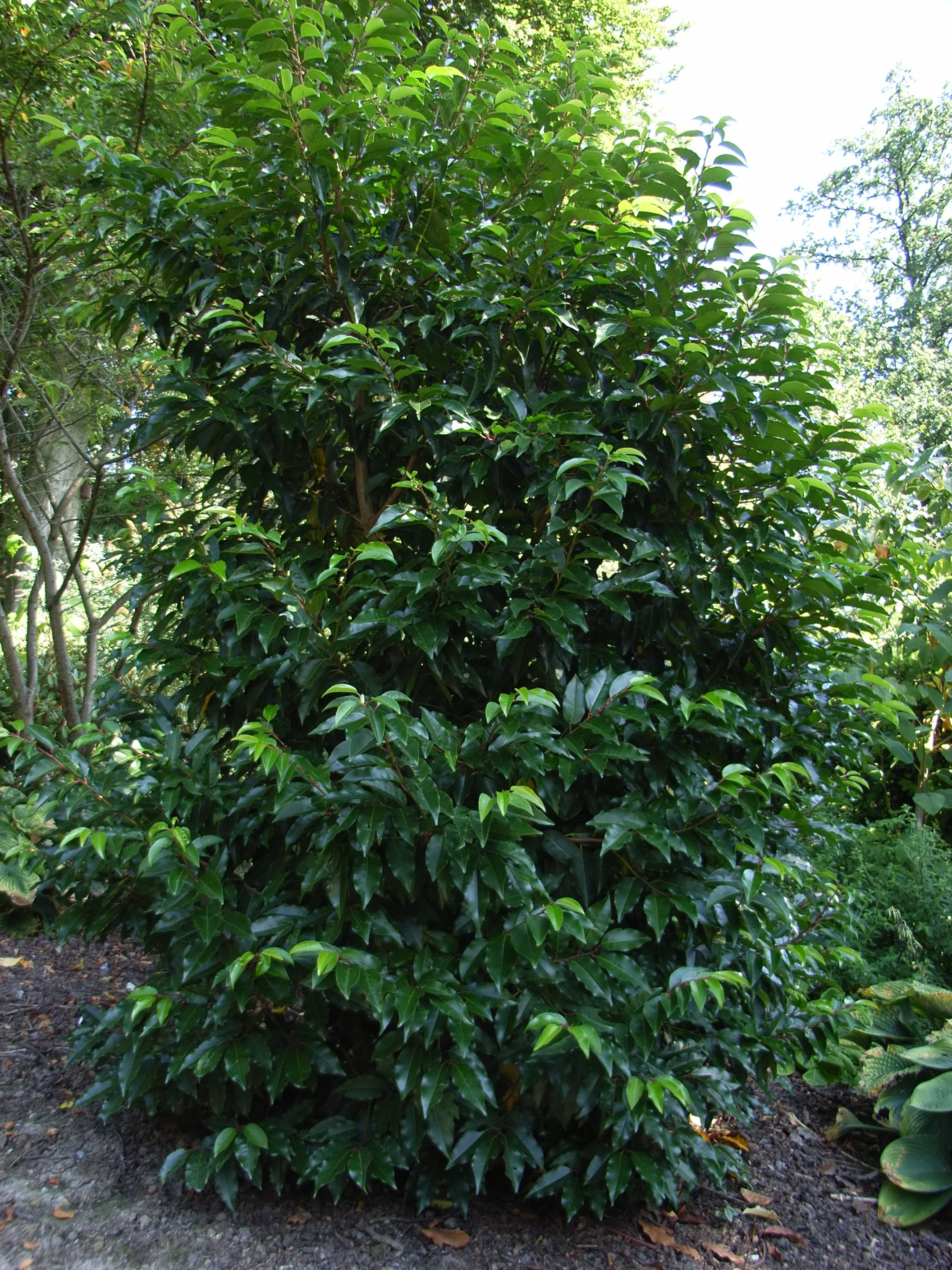
Vista de la planta

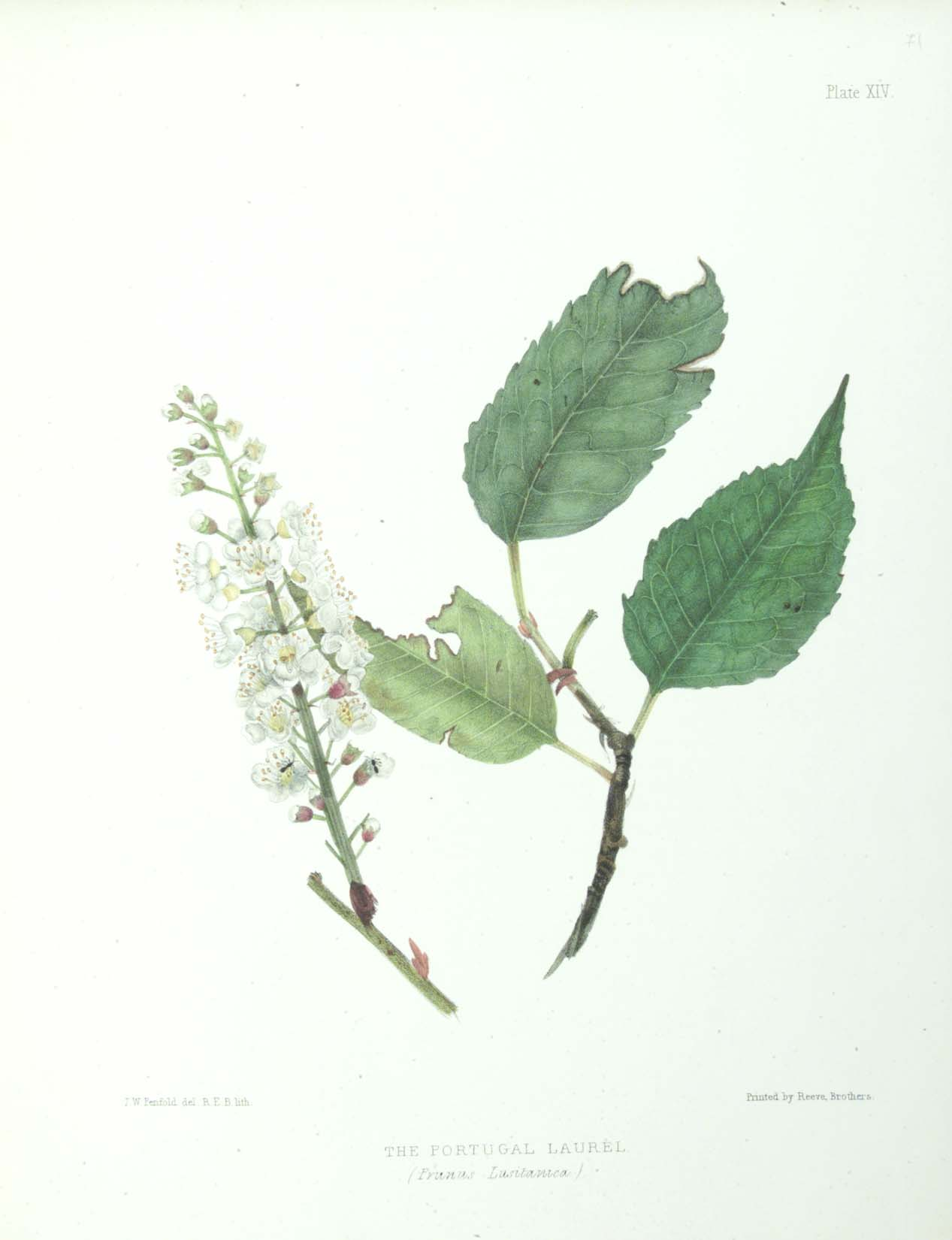
Il·lustració

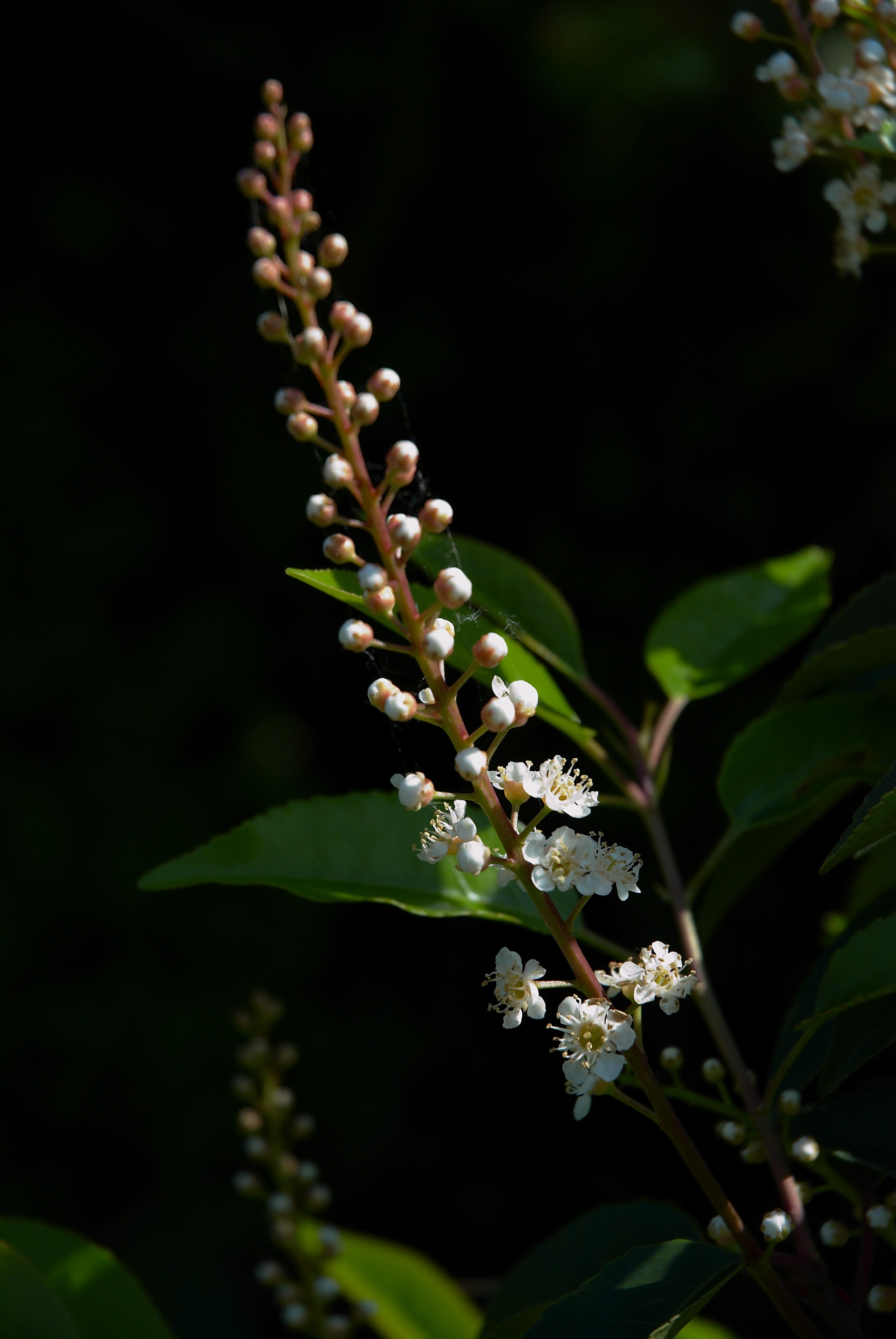
Inflorescència

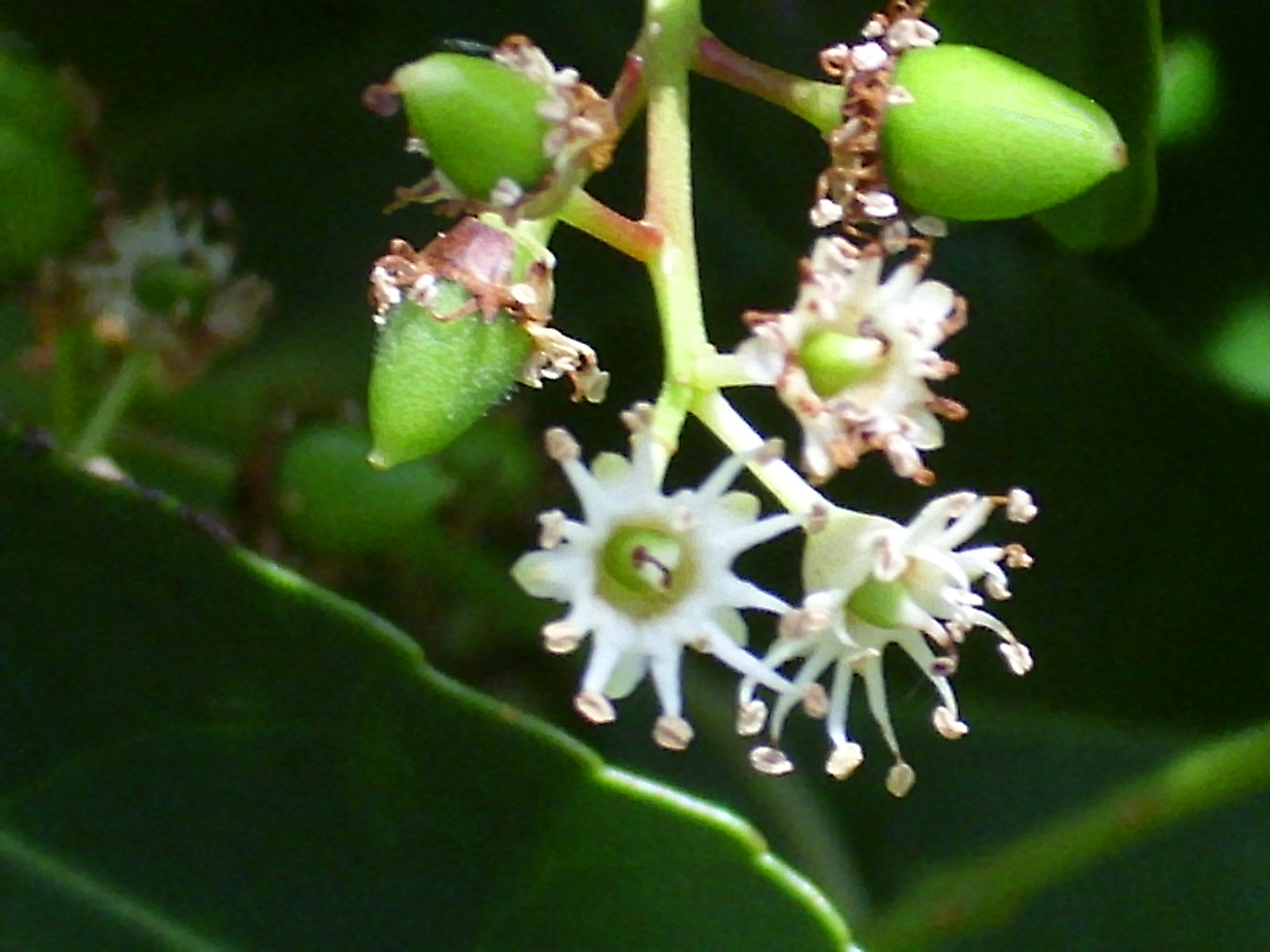
Detall de la flor

Prunus lusitanica és una espècie de planta de la família de les rosàcies, la qual pot ser trobada a les serres i la laurisilva de Gran Canària, Tenerife, La Gomera, La Palma i El Hierro, entre els 600 i els 900 m d'altitud.
És un arbre que pot arribar a fer fins a 10 m, amb les branques petites i els folíols vermellosos. Les fulles són d'oblongolanceolades a el·líptiques amb les vores regularment crenades o dentades i l'àpex llargament acuminat. Les inflorescències són pedunculades suberectes amb pètals de color blanc. El fruit pot ser des d'ovoide a subglobós i és de color negre-porpra.
A Catalunya se'n pot trobar en zones humides del Montseny i Les Guilleries.